# Gran Premio motociclistico di Germania 2013
Il Gran Premio motociclistico di Germania 2013 è stata l'ottava prova del motomondiale del 2013. Si è svolto il 14 luglio 2013 sul circuito del Sachsenring, ed ha visto vincere: Marc Márquez in MotoGP, Jordi Torres in Moto2 e Álex Rins in Moto3.

## MotoGP

### Pre-Gara
Ben Spies, infortunato, viene sostituito da Michele Pirro.
Le sessioni di prove libere e di qualifica vedono alcuni piloti protagonisti di cadute e tra essi i pretendenti al titolo Daniel Pedrosa e Jorge Lorenzo, oltre al britannico Cal Crutchlow. Dei tre solo Crutchlow è stato in grado di prendere il via della gara

### Gara
Al via Valentino Rossi prende la testa della corsa alla prima curva, per poi essere superato dopo poche curve da Stefan Bradl, il pilota tedesco passa per primo sul traguardo alla conclusione del primo giro e mantiene la posizione finché non viene raggiunto e superato da Marc Márquez alla fine del sesto giro. Lo spagnolo, partito dalla pole e ritrovatosi in quarta posizione, una volta trovato il ritmo giusto ha superato Aleix Espargaró, Rossi e Bradl. Espargaró infatti aveva ottenuto il terzo posto con la sua ART (appartenente al raggruppamento delle CRT) dopo una buona partenza dalla quinta posizione in griglia, ma col passare dei giri è stato ripreso dagli avversari in sella ai "prototipi", concludendo la gara all'ottavo posto. Mentre Márquez guida la gara, alle sue spalle Rossi e Bradl lottano per la piazza d'onore, con l'italiano che supera il tedesco all'ottavo giro, per poi essere a sua volta superato da Crutchlow, che risaliva la classifica a suon di sorpassi, dopo essere transitato sesto sul traguardo al primo giro. Il britannico cerca poi di raggiungere e attaccare lo spagnolo del team Repsol Honda, ma Márquez riusciva a mantenere il distacco, che sul traguardo risultava essere di un secondo e mezzo sull'avversario. Con questa vittoria, colta in assenza dei principali avversari in classifica, Márquez si porta in testa al mondiale con due punti di vantaggio su Daniel Pedrosa e undici su Jorge Lorenzo, con Crutchlow e Rossi a seguire con oltre trenta punti di distacco.

### Arrivati al traguardo
| Pos. | Nº | Pilota           | Squadra                   | Motocicletta       | Giri | Tempo           | Griglia | Punti |
| ---- | -- | ---------------- | ------------------------- | ------------------ | ---- | --------------- | ------- | ----- |
| 1º   | 93 | Marc Márquez     | Repsol Honda              | Honda RC213V       | 30   | 41min 14s 653ms | 1º      | 25    |
| 2º   | 35 | Cal Crutchlow    | Monster Yamaha Tech 3     | Yamaha YZR-M1      | 30   | +1.559          | 2º      | 20    |
| 3º   | 46 | Valentino Rossi  | Yamaha Factory Racing     | Yamaha YZR-M1      | 30   | +9.620          | 3º      | 16    |
| 4º   | 6  | Stefan Bradl     | LCR Honda                 | Honda RC213V       | 30   | +13.992         | 4º      | 13    |
| 5º   | 19 | Álvaro Bautista  | GO&FUN Honda Gresini      | Honda RC213V       | 30   | +21.775         | 8º      | 11    |
| 6º   | 38 | Bradley Smith    | Monster Yamaha Tech 3     | Yamaha YZR-M1      | 30   | +25.080         | 7º      | 10    |
| 7º   | 4  | Andrea Dovizioso | Ducati Team               | Ducati Desmosedici | 30   | +30.027         | 9º      | 9     |
| 8º   | 41 | Aleix Espargaró  | Power Electronics Aspar   | ART GP13           | 30   | +30.324         | 5º      | 8     |
| 9º   | 69 | Nicky Hayden     | Ducati Team               | Ducati Desmosedici | 30   | +45.355         | 6º      | 7     |
| 10º  | 51 | Michele Pirro    | Ignite Pramac Racing      | Ducati Desmosedici | 30   | +47.142         | 14º     | 6     |
| 11º  | 8  | Héctor Barberá   | Avintia Blusens           | FTR MGP13          | 30   | +47.824         | 13º     | 5     |
| 12º  | 14 | Randy de Puniet  | Power Electronics Aspar   | ART GP13           | 30   | +48.523         | 12º     | 4     |
| 13º  | 5  | Colin Edwards    | NGM Mobile Forward Racing | FTR MGP13 Kawasaki | 30   | +54.428         | 17º     | 3     |
| 14º  | 9  | Danilo Petrucci  | Came IodaRacing Project   | Ioda-Suter MMX1    | 30   | +1:00.323       | 11º     | 2     |
| 15º  | 71 | Claudio Corti    | NGM Mobile Forward Racing | FTR MGP13 Kawasaki | 30   | +1:05.530       | 10º     | 1     |
| 16º  | 70 | Michael Laverty  | Paul Bird Motorsport      | PBM 01             | 30   | +1:09.153       | 15º     |       |
| 17º  | 7  | Hiroshi Aoyama   | Avintia Blusens           | FTR MGP13          | 30   | +1:15.601       | 19º     |       |
| 18º  | 17 | Karel Abraham    | Cardion AB Motoracing     | ART GP13           | 30   | +1:19.683       | 18º     |       |
| 19º  | 52 | Lukáš Pešek      | Came IodaRacing Project   | Ioda-Suter MMX1    | 30   | +1 giro         | 20º     |       |

### Ritirati
| Nº | Pilota          | Squadra              | Motocicletta    | Giri | Griglia |
| -- | --------------- | -------------------- | --------------- | ---- | ------- |
| 67 | Bryan Staring   | GO&FUN Honda Gresini | FTR MGP13 Honda | 27   | 21º     |
| 68 | Yonny Hernández | Paul Bird Motorsport | ART GP13        | 1    | 16º     |

### Non partiti
| Nº | Pilota         | Squadra                   | Motocicletta       |
| -- | -------------- | ------------------------- | ------------------ |
| 26 | Dani Pedrosa   | Repsol Honda              | Honda RC213V       |
| 29 | Andrea Iannone | Energy T.I. Pramac Racing | Ducati Desmosedici |
| 99 | Jorge Lorenzo  | Yamaha Factory Racing     | Yamaha YZR-M1      |

## Moto2
In questa classe vince la gara Jordi Torres, alla sua prima affermazione in carriera nel motomondiale, davanti a Simone Corsi che all'ultima curva ha superato Pol Espargaró, con quest'ultimo che ha visto sfumare la possibilità di recuperare molti punti al leader della classifica Scott Redding, giunto solo settimo.
Corsi torna sul palco di premiazione del podio a distanza di quasi due anni dall'ultima volta, che risaliva al GP d'Aragona del 2011, mentre nella classifica di campionato Redding mantiene il primo posto con 23 punti di vantaggio su Espargaró.
Gino Rea e Alex Mariñelarena partecipano a questa gara grazie all'assegnazione di due wildcard, mentre Román Ramos prende il posto dell'infortunato Alberto Moncayo.
Anthony West nel Gran Premio di Francia 2012 era risultato positivo a controlli antidoping, per tale motivo il 31 ottobre 2012 dopo il GP d'Australia è stata presa la decisione di annullare il risultato ottenuto in Francia e di squalificarlo per un mese, cosa che non gli ha permesso di partecipare all'ultima tappa del campionato 2012, a Valencia. In seguito, il 28 novembre 2013, vengono annullati tutti i suoi risultati ottenuti nei 17 mesi successivi al GP di Francia della stagione precedente, fra cui quello di questa gara.

### Arrivati al traguardo
| Pos. | Nº | Pilota              | Squadra                   | Motocicletta       | Giri | Tempo           | Griglia | Punti |
| ---- | -- | ------------------- | ------------------------- | ------------------ | ---- | --------------- | ------- | ----- |
| 1º   | 81 | Jordi Torres        | Aspar Team                | Suter MMX2         | 29   | 41min 19s 636ms | 2º      | 25    |
| 2º   | 3  | Simone Corsi        | NGM Mobile Racing         | Speed Up SF13      | 29   | +2.164          | 5º      | 20    |
| 3º   | 40 | Pol Espargaró       | Tuenti HP 40              | Kalex Moto2        | 29   | +2.494          | 3º      | 16    |
| 4º   | 60 | Julián Simón        | Italtrans Racing          | Kalex Moto2        | 29   | +5.409          | 6º      | 13    |
| 5º   | 15 | Alex De Angelis     | NGM Mobile Forward Racing | Speed Up SF13      | 29   | +7.546          | 10º     | 11    |
| 6º   | 12 | Thomas Lüthi        | Interwetten Paddock       | Suter MMX2         | 29   | +7.827          | 4º      | 10    |
| 7º   | 45 | Scott Redding       | Marc VDS Racing           | Kalex Moto2        | 29   | +11.241         | 8º      | 9     |
| 8º   | 19 | Xavier Siméon       | Desguaces La Torre Maptaq | Kalex Moto2        | 29   | +12.810         | 1º      | 8     |
| 9º   | 77 | Dominique Aegerter  | Technomag carXpert        | Suter MMX2         | 29   | +13.119         | 18º     | 7     |
| 10º  | 30 | Takaaki Nakagami    | Italtrans Racing          | Kalex Moto2        | 29   | +13.285         | 7º      | 6     |
| 11º  | 5  | Johann Zarco        | Came Iodaracing Project   | Suter MMX2         | 29   | +13.533         | 11º     | 5     |
| 12º  | 36 | Mika Kallio         | Marc VDS Racing           | Kalex Moto2        | 29   | +16.475         | 9º      | 4     |
| 13º  | 80 | Esteve Rabat        | Tuenti HP 40              | Kalex Moto2        | 29   | +25.551         | 23º     | 3     |
| 14º  | 11 | Sandro Cortese      | Dynavolt Intact GP        | Kalex Moto2        | 29   | +30.891         | 19º     | 2     |
| 15º  | 49 | Axel Pons           | Tuenti HP 40              | Kalex Moto2        | 29   | +36.247         | 24º     | 1     |
| 16º  | 88 | Ricard Cardús       | NGM Mobile Forward Racing | Speed Up SF13      | 29   | +36.392         | 15º     |       |
| 17º  | 4  | Randy Krummenacher  | Technomag carXpert        | Suter MMX2         | 29   | +36.889         | 14º     |       |
| 18º  | 72 | Yūki Takahashi      | Idemitsu Honda Team Asia  | Moriwaki MD600     | 29   | +39.862         | 20º     |       |
| 19º  | 54 | Mattia Pasini       | NGM Mobile Racing         | Speed Up SF13      | 29   | +40.232         | 21º     |       |
| 20º  | 24 | Toni Elías          | Blusens Avintia           | Kalex Moto2        | 29   | +47.005         | 28º     |       |
| 21º  | 96 | Louis Rossi         | Tech 3                    | Tech 3 Mistral 610 | 29   | +50.820         | 27º     |       |
| 22º  | 14 | Ratthapark Wilairot | Thai Honda PTT Gresini    | Suter MMX2         | 29   | +50.962         | 25º     |       |
| 23º  | 8  | Gino Rea            | Gino Rea Race             | FTR M213           | 29   | +51.410         | 17º     |       |
| 24º  | 63 | Mike Di Meglio      | JiR Moto2                 | TSR 6              | 29   | +52.160         | 26º     |       |
| 25º  | 44 | Steven Odendaal     | Argiñano & Gines Racing   | Speed Up SF13      | 29   | +1:03.816       | 30º     |       |
| 26º  | 7  | Doni Tata Pradita   | Federal Oil Gresini       | Suter MMX2         | 29   | +1:23.211       | 33º     |       |
| 27º  | 97 | Rafid Topan Sucipto | QMMF Racing               | Speed Up SF13      | 28   | +1 giro         | 34º     |       |

### Ritirati
| Nº | Pilota            | Squadra                 | Motocicletta       | Giri | Griglia |
| -- | ----------------- | ----------------------- | ------------------ | ---- | ------- |
| 18 | Nicolás Terol     | Aspar Team              | Suter MMX2         | 25   | 12º     |
| 28 | Román Ramos       | Argiñano & Gines Racing | Speed Up SF13      | 21   | 31º     |
| 23 | Marcel Schrötter  | Desguaces La Torre SAG  | Kalex Moto2        | 15   | 13º     |
| 9  | Kyle Smith        | Blusens Avintia         | Kalex Moto2        | 5    | 29º     |
| 52 | Danny Kent        | Tech 3                  | Tech 3 Mistral 610 | 2    | 22º     |
| 92 | Álex Mariñelarena | TargoBank Motorsport    | Suter MMX2         | 2    | 32º     |

### Squalificato
| Nº | Pilota       | Squadra     | Motocicletta  | Giri | Tempo   | Griglia |
| -- | ------------ | ----------- | ------------- | ---- | ------- | ------- |
| 95 | Anthony West | QMMF Racing | Speed Up SF13 | 29   | +12.768 | 16º     |

## Moto3
Álex Rins del team Estrella Galicia 0,0 vince la gara, relegando al secondo posto Luis Salom, vincitore delle ultime tre gare corse prima di questo GP. Per Rins si tratta della seconda affermazione stagionale (ad anche in carriera nel motomondiale), che gli consente di ridurre il distacco a trenta punti da Salom, primo in classifica, con Maverick Viñales terzo in questa gara e secondo in campionato in ritardo di 14 punti dalla vetta. Da segnalare come nelle otto gare stagionali fin a questo momento corse, Salom e Viñales abbiano sempre portato a termine le gare in piazzamenti validi per il podio, mentre Rins per sette volte. Pertanto i tre piloti spagnoli, dotati di motociclette uguali, hanno monopolizzato le posizioni di vertice, consentendo alla KTM di primeggiare nel campionato costruttori a punteggio pieno con otto vittorie.
Luca Amato e Kevin Hanus partecipano a questa gara con lo status di wildcard, mentre Jules Danilo prende il posto dell'infortunato Danny Webb. 

### Arrivati al traguardo
| Pos. | Nº | Pilota              | Squadra                      | Motocicletta   | Giri | Tempo           | Griglia | Punti |
| ---- | -- | ------------------- | ---------------------------- | -------------- | ---- | --------------- | ------- | ----- |
| 1º   | 42 | Álex Rins           | Estrella Galicia 0,0         | KTM RC 250 GP  | 27   | 39min 34s 735ms | 1º      | 25    |
| 2º   | 39 | Luis Salom          | Red Bull KTM Ajo             | KTM RC 250 GP  | 27   | +0.232          | 2º      | 20    |
| 3º   | 25 | Maverick Viñales    | Team Calvo                   | KTM RC 250 GP  | 27   | +0.248          | 6º      | 16    |
| 4º   | 44 | Miguel Oliveira     | Mahindra Racing              | Mahindra MGP3O | 27   | +4.982          | 3º      | 13    |
| 5º   | 12 | Álex Márquez        | Estrella Galicia 0,0         | KTM RC 250 GP  | 27   | +5.201          | 10º     | 11    |
| 6º   | 7  | Efrén Vázquez       | Mahindra Racing              | Mahindra MGP3O | 27   | +5.456          | 7º      | 10    |
| 7º   | 8  | Jack Miller         | Caretta Technology - RTG     | FTR M313       | 27   | +10.659         | 5º      | 9     |
| 8º   | 94 | Jonas Folger        | Mapfre Aspar                 | Kalex KTM      | 27   | +15.593         | 4º      | 8     |
| 9º   | 41 | Brad Binder         | Ambrogio Racing              | Suter MMX3     | 27   | +18.406         | 14º     | 7     |
| 10º  | 61 | Arthur Sissis       | Red Bull KTM Ajo             | KTM RC 250 GP  | 27   | +18.447         | 15º     | 6     |
| 11º  | 84 | Jakub Kornfeil      | Redox RW Racing GP           | Kalex KTM      | 27   | +18.562         | 18º     | 5     |
| 12º  | 32 | Isaac Viñales       | Ongetta-Centro Seta          | FTR M313       | 27   | +20.093         | 11º     | 4     |
| 13º  | 5  | Romano Fenati       | San Carlo Team Italia        | FTR M313       | 27   | +20.151         | 8º      | 3     |
| 14º  | 53 | Jasper Iwema        | RW Racing GP                 | Kalex KTM      | 27   | +20.646         | 9º      | 2     |
| 15º  | 23 | Niccolò Antonelli   | GO&FUN Gresini               | FTR M313       | 27   | +22.797         | 13º     | 1     |
| 16º  | 63 | Zulfahmi Khairuddin | Red Bull KTM Ajo             | KTM RC 250 GP  | 27   | +23.845         | 12º     |       |
| 17º  | 65 | Philipp Öttl        | Tec Interwetten Moto3 Racing | Kalex KTM      | 27   | +24.485         | 17º     |       |
| 18º  | 31 | Niklas Ajo          | Avant Tecno                  | KTM RC 250 GP  | 27   | +36.968         | 25º     |       |
| 19º  | 89 | Alan Techer         | CIP Moto3                    | TSR3C          | 27   | +37.073         | 20º     |       |
| 20º  | 3  | Matteo Ferrari      | Ongetta-Centro Seta          | FTR M313       | 27   | +37.204         | 28º     |       |
| 21º  | 9  | Toni Finsterbusch   | Kiefer Racing                | Kalex KTM      | 27   | +51.410         | 27º     |       |
| 22º  | 11 | Livio Loi           | Marc VDS Racing              | Kalex KTM      | 27   | +52.549         | 26º     |       |
| 23º  | 17 | John McPhee         | Caretta Technology - RTG     | FTR M313       | 27   | +53.937         | 19º     |       |
| 24ª  | 22 | Ana Carrasco        | Team Calvo                   | KTM RC 250 GP  | 27   | +54.241         | 29ª     |       |
| 25º  | 58 | Juanfran Guevara    | CIP Moto3                    | TSR3C          | 27   | +54.598         | 24º     |       |
| 26º  | 19 | Alessandro Tonucci  | La Fonte Tascaracing         | FTR M313       | 27   | +54.751         | 22º     |       |
| 27º  | 29 | Hyuga Watanabe      | La Fonte Tascaracing         | FTR M313       | 27   | +55.202         | 32º     |       |
| 28º  | 95 | Jules Danilo        | Ambrogio Racing              | Suter MMX3     | 27   | +1:21.376       | 35º     |       |
| 29º  | 66 | Florian Alt         | Kiefer Racing                | Kalex KTM      | 27   | +1:24.498       | 34º     |       |
| 30º  | 4  | Francesco Bagnaia   | San Carlo Team Italia        | FTR M313       | 26   | +1 giro         | 23º     |       |

### Ritirati
| Nº | Pilota              | Squadra              | Motocicletta   | Giri | Griglia |
| -- | ------------------- | -------------------- | -------------- | ---- | ------- |
| 77 | Lorenzo Baldassarri | GO&FUN Gresini       | FTR M313       | 8    | 16º     |
| 21 | Luca Amato          | Mahindra Spiel-Kiste | Mahindra MGP3O | 7    | 33º     |
| 57 | Eric Granado        | Mapfre Aspar         | Kalex KTM      | 3    | 31º     |
| 86 | Kevin Hanus         | Thomas Sabo GP       | Honda NSF250R  | 3    | 30º     |

### Non partito
| Nº | Pilota        | Squadra          | Motocicletta | Griglia |
| -- | ------------- | ---------------- | ------------ | ------- |
| 10 | Alexis Masbou | Ongetta-Rivacold | FTR M313     | 21º     |